# Éther azacouronne
Un éther azacouronne, azaéther couronne ou éther couronne aza, est un composé chimique analogue à un éther couronne dont les atomes d'oxygène formant les liaisons éther sont remplacés par des atomes d'azote formant des fonctions amine, d'où le préfixe aza,. Par exemple, aux éthers couronnes de formule générale (CH2CH2O)n correspondent des éthers azacouronnes de formule générale (CH2CH2NH)n, où n = 3, 4, 5 ou 6. Le 1,4,7-triazacyclononane (n = 3), le cyclène (n = 4) et l'hexaaza-18-couronne-6 (en) (n = 6) ont été particulièrement étudiés.

Triazacyclononane.
Cyclène.
Hexaaza-18-couronne-6 (en).
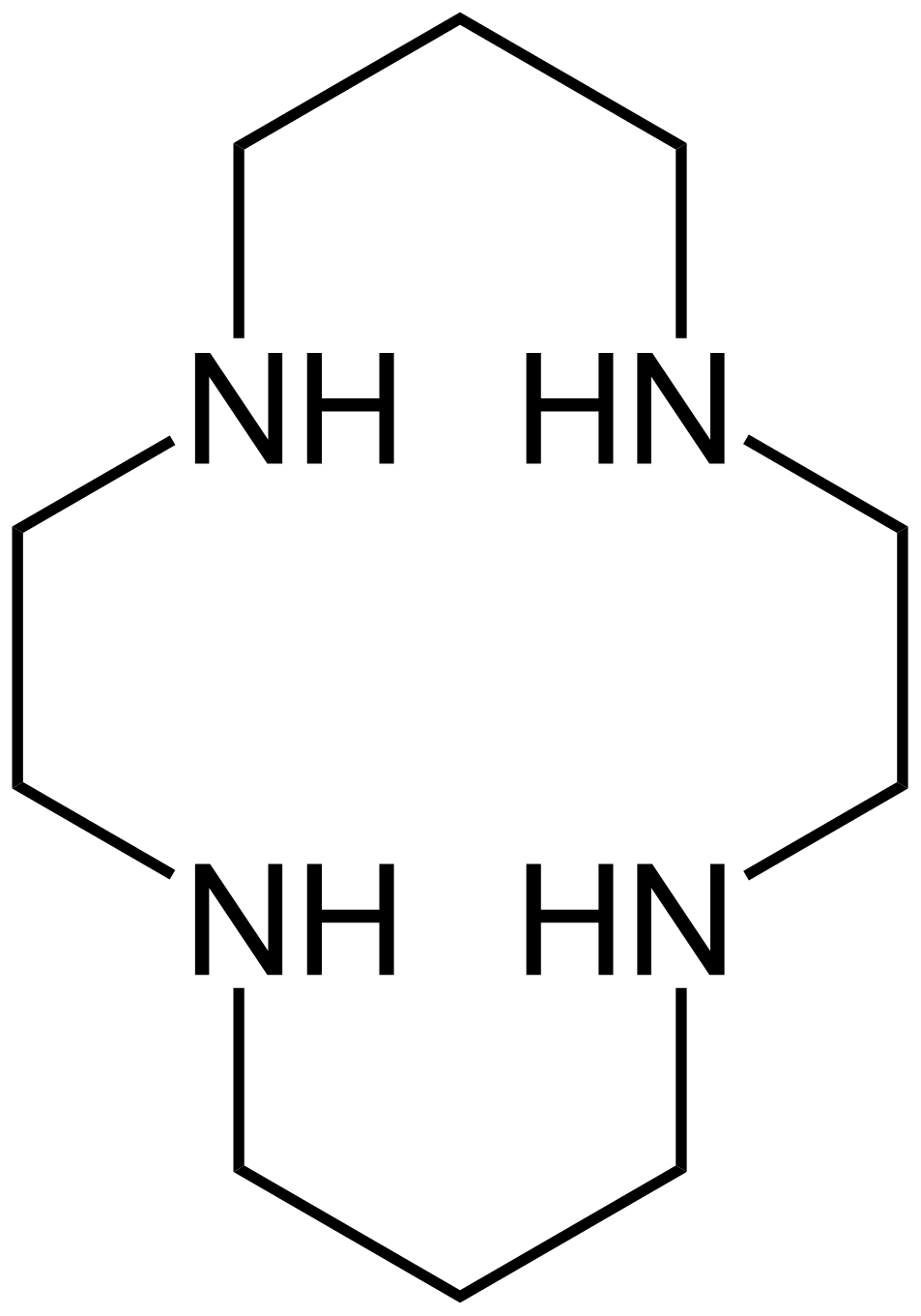
Cyclame (en).

## Synthèse
La synthèse des éthers azacouronnes rencontre les difficultés associées à la production des macrocycles. Le cycle à 18 atomes du (CH2CH2NH)6 (en) peut être produit en combinant deux triamines. En réagissant avec le chlorure de tosyle, la diéthylènetriamine donne un dérivé portant deux groupes sulfonamides secondaires. Ces composés peuvent être utilisés comme synthons pour la macrocyclisation.

## Variétés
Il existe de nombreux types d'éthers azacouronnes :
- les éthers azacouronnes ont souvent des ponts éthylène (CH2)2 triméthylène (CH2)3. Le cyclame (en) (1,4,8,11-tétraazacyclotétradécane) contient les deux ;
- les éthers azacouronnes peuvent contenir des amines tertiaires. Par exemple, le 1,4,7-triméthyl-1,4,7-triazacyclononane ne contient que des amines tertiaires. Les cryptands, qui sont intermédiaires tridimensionnels entre éthers couronnes et éthers azacouronnes, contiennent deux amines tertiaires ;
- certains macrocycles contiennent à la fois des fonctions éther et des amines[6]. C'est par exemple le cas de l'éther diaza-18-couronne-6 [(CH2CH2O)2(CH2CH2NH)]2[7] ;
- les amines tertiaires permettent des configurations « en lasso » augmentant les capacités de complexation de ces composés[8].

Plerixafor, médicament contre lymphomes et myélomes.